# فرانسوا بويفن
فرانسوا بويفن هو متزلج على الثلوج كندي، ولد في 8 ديسمبر 1982 في جانكوير ‏ في كندا.

## وصلات خارجية
- فرانسوا بويفن على موقع الاتحاد الدولي للتزلج (ركوب لوح الثلج) (الإنجليزية)
- فرانسوا بويفن على موقع أوليمبيديا (الإنجليزية)
- فرانسوا بويفن على موقع اللجنة الأولمبية الكندية (الإنجليزية)